# پدیده اجتماعی
پدیده اجتماعی، کلیه رخدادها یا امور اجتماعی است به‌شرط اینکه عینی، قابل رؤیت و تبیین علمی باشد. این وقایع از اندرکنش عنصرهای فرهنگ و نافرهنگ (شرایط بیرون فرهنگ) در یک جامعه به وجود می آید. در واقع پدیدهٔ اجتماعی از حیث عینی فرهنگ (و نه وجه خودآگاه آن) و نافرهنگ (پس نه چندان ارادی) سر می‌زند. در واقع پديده اجتماعی به كنش اجتماعی و آثار و پيامدهای آن گفته می شود. شایان یادآوری‌ست كنش اجتماعی خردترين پدیدهٔ اجتماعی‌ست.
یک پدیدهٔ اجتماعی همواره به شرط عینیت مورد مطالعه است. اما این عینیت شامل نرم‌افزارهای فکری و رفتاری هم می‌شود. بنابراین برای نمونه خود مجلس، کابینه، وزارت‌خانه و مدرسه‌ها پدیدهٔ اجتماعی نیستند. مجموعه اندرکنش‌ها و رفتارها در ارتباط با این پدیدارها نیز داخل در پدیده‌اند. مشروط به اینکه آن‌ها از قبل به‌طور مقبولی در دانش‌سرا قابل توضیح علمی شده باشد. 

## در ادامه مطلب
- برگه، ژان سیلوستر؛ هارنای، سوفی؛ مایرهوفر، اولریکه؛ عبادیا، لیونل (۲۶ اکتبر ۲۰۱۷). پدیده‌های جهانی و علوم اجتماعی: رویکردی میان رشته‌ای و تطبیقی. اسپرینگر. شابک ‎۹۷۸−۳−۳۱۹−۶۰۱۸۰−۹
- گونسالوس، برونو؛ پرا، نیکولا (۱۴ اوت ۲۰۱۵). پدیده‌های اجتماعی: از تجزیه و تحلیل داده‌ها تا مدل‌ها. اسپرینگر. شابک ‎۹۷۸−۳−۳۱۹−۱۴۰۱۱−۷